# گروه فیات کرایسلر
فیات کرایسلر اتومبیلز ان.وی. (به انگلیسی: Fiat Chrysler Automobiles N.V.) شرکت خودروسازی چندملیتی ایتالیایی-آمریکایی بود، که پس از خریداری ۱۰۰٪ درصد از سهام گروه کرایسلر توسط شرکت فیات، در تاریخ ۲۷ ژانویه ۲۰۱۴ در شهر آمستردام، هلند تأسیس شد.
دفتر مرکزی شرکت فیات کرایسلر اتومبیلز در شهر آمستردام، هلند قرار داشت و بخشی از سهام آن در بازارهای بورس نیویورک و بورس ایتالیا مبادله می‌شد. در ساختار گروه جدید، به ترکیب هیچکدام از دو شرکت و ساختار سازمانی آن‌ها، تغییری ایجاد نشد و بخش فیات، با مرکزیت تورین، ایتالیا و بخش کرایسلر نیز به مرکزیت آوبرن‌هیلز، میشیگان به فعالیت خود ادامه می‌دادند.
شرکت خودروسازی فیات کرایسلر مدیریت بر چندین خودروساز مشهور را بر عهده داشت، این شرکت‌ها عبارت بودند از: فراری، مازراتی، جیپ، آلفا رومئو، دوج، آبارت، کرایسلر موتورز، فیات‌اتومبیلز، فیات پروفشنال، لانچیا، رم تراکس و استریت اند ریسینگ تکنالوجی، همچنین فیات و کرایسلر.
در آغاز سال ۲۰۲۱ این شرکت با پی‌اس‌ای ادغام شد و از این ادغام ابرشرکت استلانتیس متولد گشت.

## زیرمجموعه‌ها
| نام برند       | تأسیس | دفتر مرکزی                              | ادغام با فیات |
| -------------- | ----- | --------------------------------------- | ------------- |
| کرایسلر        | ۱۹۲۵  | دیترویت، میشیگان، ایالات متحده آمریکا   | ۲۰۰۹          |
| فراری          | ۱۹۴۷  | مارانلو، ایتالیا                        | ۱۹۶۹          |
| مازراتی        | ۱۹۱۴  | مودنا، ایتالیا                          | ۱۹۹۳          |
| آلفا رومئو     | ۱۹۱۰  | تورین، ایتالیا                          | ۱۹۸۶          |
| جیپ            | ۱۹۲۵  | تولیدو، اوهایو، ایالات متحده آمریکا     | ۲۰۰۹          |
| دوج            | ۱۹۰۶  | آوبرن‌هیلز، میشیگان، ایالات متحده آمریکا | ۲۰۰۹          |
| لانچیا         | ۱۹۲۵  | تورین، ایتالیا                          | ۱۹۶۹          |
| فیات اتومبیلز  | ۱۸۹۹  | تورین، ایتالیا                          | ۲۰۰۷          |
| آبارت          | ۱۹۴۹  | تورین، ایتالیا                          | ۱۹۵۲          |
| مانیتی مارلی   | ۱۹۱۹  | کوربتا، لمباردی، ایتالیا                | ۱۹۱۹          |
| آتوبیانکی      | ۱۹۵۵  | میلان، ایتالیا                          | ۱۹۹۵          |
| توفاش          | ۱۹۶۸  | بورسا، ترکیه                            | ۱۹۶۸          |
| رم تراکس       | ۱۹۸۰  | تولیدو، اوهایو، ایالات متحده آمریکا     | ۲۰۰۹          |
| کرایسلر (شاخه) | ۱۹۲۵  | دیترویت، میشیگان، ایالات متحده آمریکا   | ۲۰۰۹          |
| فیات پروفشنال  | ۲۰۰۷  | میلان، ایتالیا                          | ۲۰۰۷          |
| اس آر تی       | ۱۹۲۵  | دیترویت، میشیگان، ایالات متحده آمریکا   | ۲۰۰۹          |
| زاستاوا        | ۱۹۵۳  | کراگویواتس، صربستان                     | ۲۰۰۸          |
| موپار          | ۱۹۲۹  | آوبرن‌هیلز، میشیگان، ایالات متحده آمریکا | ۲۰۰۹          |
| اف‌پی‌تی         | ۲۰۰۵  | تورین، ایتالیا                          | ۲۰۱۱          |
| کوماو          | ۱۹۷۳  | تورین، ایتالیا                          | ۱۹۷۳          |

### فیات

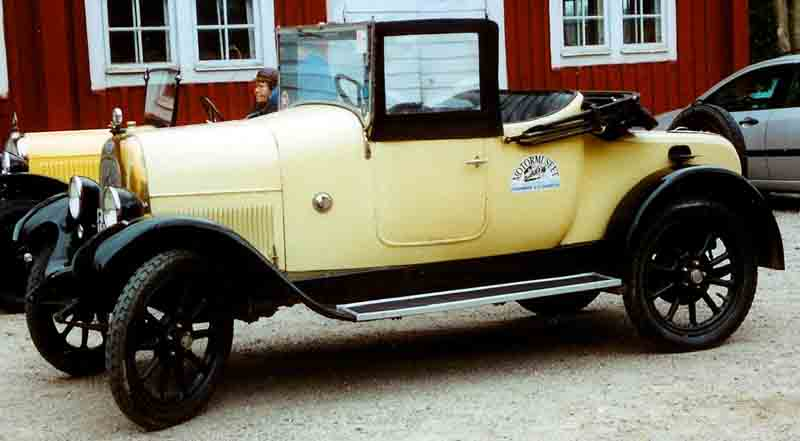
فیات ۵۰۱

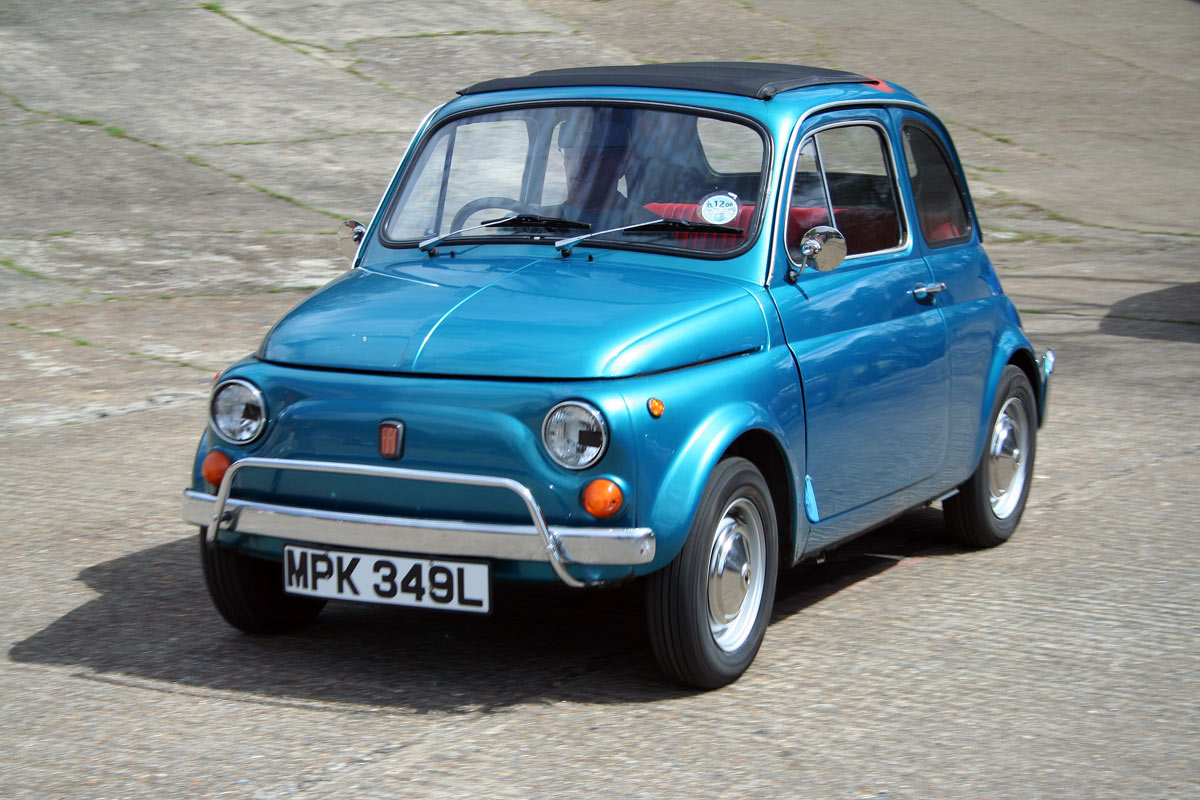
فیات ۵۰۰

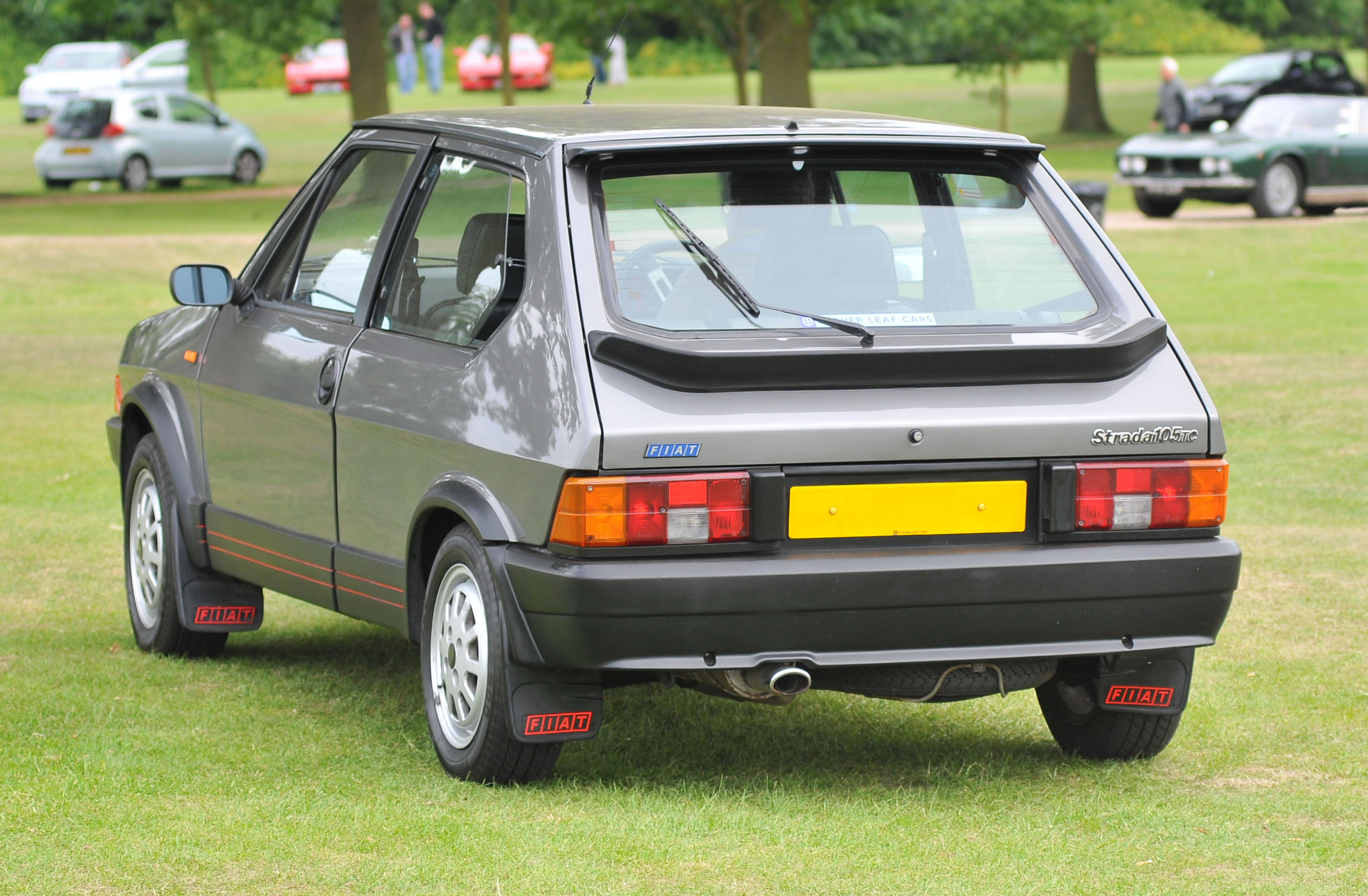
فیات استرادا

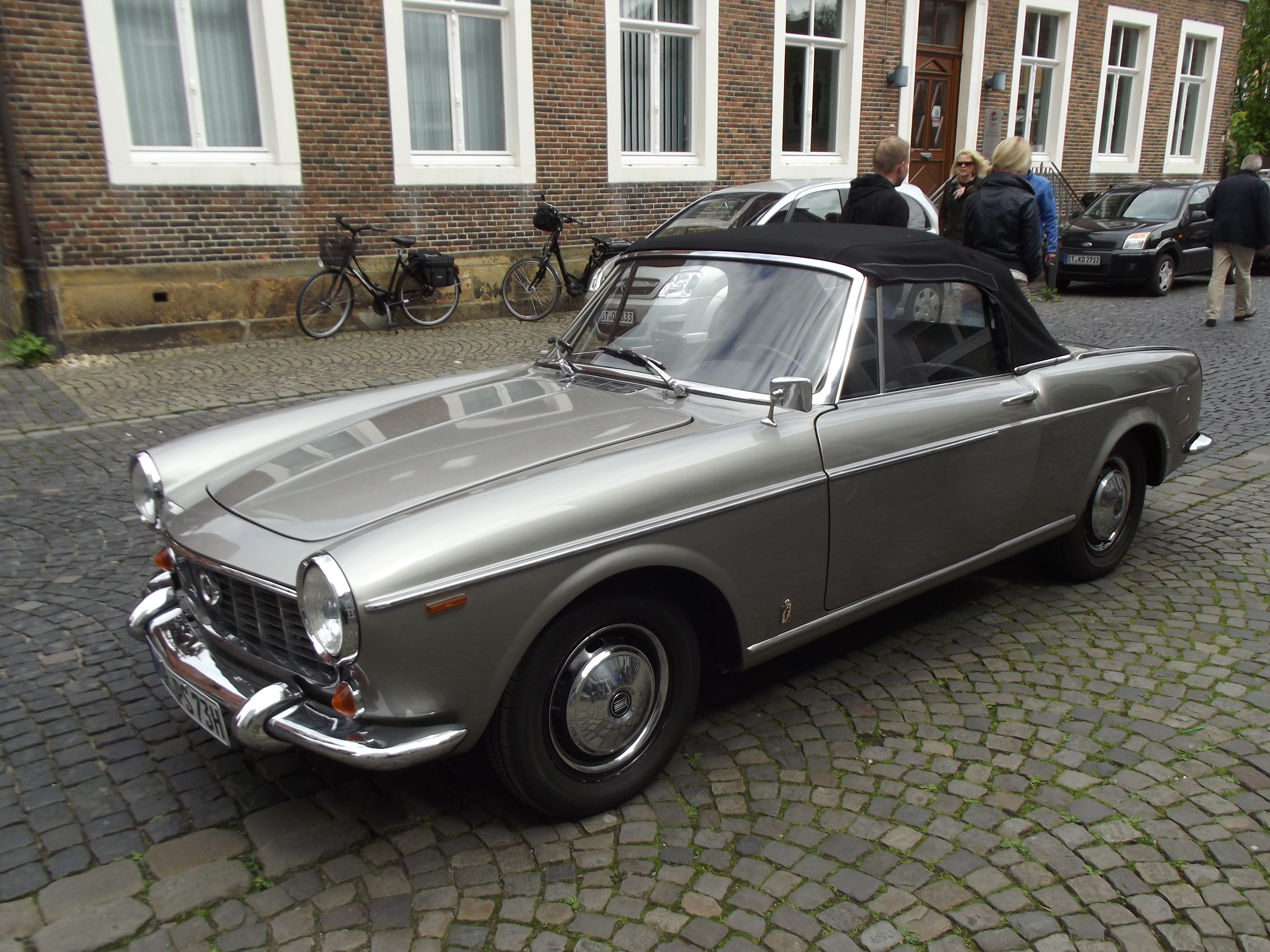
فیات ۱۵۰۰

شرکت فیات در سال ۱۸۹۹ راه‌اندازی شد. در آن زمان جووانی آنیلی به همراه چند سرمایه‌گذار دیگر، شرکتی را تأسیس کردند و آن را فابریکا ایتالیانا اتومبیلی تورینو نام نهادند. در سال ۱۹۰۶ نام شرکت به فیات (حروف ابتدایی نام اصلی) تغییر پیدا کرد، که مختصر شده نام نخست شرکت بود. شرکت فیات با مدیریت آنیلی کار خود را آغاز کرد و پس از تأسیس اولین کارخانه خود در ایتالیا، آغاز به تولید کرد و هشت نمونه از اولین خودروهای خود که از یک مدل خودرو بنز، الهام گرفته شده بود را ساخت.
اولین کامیون فیات در سال ۱۹۰۳ عرضه شد. در سال ۱۹۰۸ اولین خودروی فیات به ایالات متحده آمریکا صادر شد، که آغازی برای گسترش فعالیت‌های شرکت بود. همچنین در همان زمان، اولین موتور هواپیمای این شرکت نیز ساخته شد، در طول سال‌های بعد، تاکسی‌های فیات در اروپا به راه افتادند.
در اواخر دهه ۱۹۱۰ جووانی آنیلی، با هنری فورد ملاقات نمود و در پی آن، از کارخانه فورد در ایالات متحده آمریکا بازدید کرد و بسیار تحت تأثیر قرار گرفت. او تصمیم گرفت تولید انبوه به سبک آمریکایی را در شرکت خود استفاده کند، سپس کارخانه لینگوتو را راه‌اندازی کرد، که در آن زمان بزرگترین کارخانه در اروپا بود. این کارخانه سریعاً به نماد صنعت ایتالیا تبدیل شد. تولید به سرعت افزایش یافت و به ساخت دومین کارخانه در تورین منجر شد. پیش از آغاز جنگ جهانی دوم، فیات ۵۰٫۰۰۰ کارمند را در استخدام داشت و به عنوان انگیزه‌ای در اقتصاد کشور ایتالیا محسوب می‌شد.
در سال ۱۹۱۰ کارخانه فیات در نیویورک تأسیس شد، که تولید آن با آغاز جنگ جهانی اول در سال ۱۹۱۷ متوقف شد. در سال ۱۹۲۸ مدل فیات ۵۰۹ تولید گردید. در ۱۹۳۰ فیات دو خودرو کم‌مصرف را عرضه کرد، که با استقبال خوبی مواجه شدند. با آغاز جنگ جهانی دوم، شرکت فیات دچار رکود شد و جووانی آنیلی نیز در سال ۱۹۴۵ درگذشت. در همین زمان، شرکت مجبور به تولید خودروهای نظامی برای ارتش ایتالیا شد و حتی هواپیمای نظامی سی‌آر.۴۲ را نیز عرضه کرد.
پس از آنیلی، ریاست فیات به ویتوریو والتا رسید. نخستین خودروی تولید شده پس از ریاست وی، فیات ۴ اچ‌پی بود. این مدل نیز از خودروهای طراحی شده توسط کارل بنز، ساخته شد. پس از پایان جنگ، فیات با مدیریت ویتوریو والتا کار خود را ادامه داد و همچنین آغاز به پژوهش برای استراتژی‌های جدید نمود. در سال‌های بعد نیز با تولیدات جدید خود بسیار مشهور گردید و به قطب صنعتی و اقتصادی در ایتالیا تبدیل شد.
شرکت فیات در دهه ۱۹۶۰ به دنبال موفقیت‌های مکرر، مدل‌های فیات ۱۳۰۰، فیات ۱۵۰۰ و فیات ۱۸۰۰ را نیز عرضه کرد و با صادرات محصولاتش، به بازارهای جهانی راه یافت. از آنجا که شرکت فیات از ابتدا به صورت خانوادگی اداره می‌شد، در سال ۱۹۶۶ جیانی آنیلی نوه جووانی به ریاست شرکت برگزیده شد و راه پدربزرگش را ادامه داد. این شرکت طی چند سال یک مجموعه از خودروهای اقتصادی موفق مانند نوا ۵۰۰ و ۶۰۰ عرضه کرد. در طول یک دهه موفق، بین سال‌های ۱۹۵۹ تا ۱۹۶۹، تولید این شرکت از ۴۲۵٫۰۰۰ دستگاه، به ۱٫۷۵۱٫۴۰۰ خودرو افزایش یافت. در سال ۱۹۷۲ نیز با تولید خودرو مدل فیات ۱۲۷ به شهرت زیادی رسید.
در دهه ۱۹۷۰ فیات به دلیل اعتصاب و چند طراحی ناموفق ضربه خورد. بحران نفتی سال ۱۹۷۳ می‌توانست به این شرکت که دارای تخصص در تولید خودروهای کم‌مصرف بود، کمک کند، اما پیش از آن فیات مجموعه محصولات خود را در جهت خودروهای بزرگ همچون فیات ۱۳۰ و فیات دینو، با موتور فراری توسعه داده بود. علاوه بر این اعتبار شرکت به دلیل استفاده از استیل زنگ زده روسیه و مسائل مربوط به کنترل کیفیت، خدشه دار شد. نه تنها فروش شرکت آسیب دید، بلکه مجبور شد از بازار آمریکای شمالی نیز عقب نشینی کند.
این شرکت در سال‌های ۱۹۷۸ تا ۱۹۹۰ پروژه‌های گوناگونی را اجرا و خودروهای متنوعی را عرضه کرد. فیات، لانچیا را در سال ۱۹۷۸ جذب کرد و کنترل کامل آلفا رومئو را در سال ۱۹۸۶ در دست گرفت. زودتر از این در سال ۱۹۶۹ با انزو فراری بر سر خرید ۵۰٪ از سهامش در فراری به توافق رسید تا این امکان برای انزو فراهم شود تا بدون نگرانی در خصوص موضوع مالی، بر مسابقات اتومبیلرانی متمرکز شود. در سال ۱۹۹۳ دی توماسو ۵۰٪ از سهام مازراتی را به فیات فروخت. سهام باقی‌مانده در سال ۱۹۹۷ هنگامی که فیات از فراری درخواست کرد تا مازراتی را از طرف خودش بخرد و کنترل کند، حفظ شد.
در دهه ۱۹۸۰ مدیرعامل جدید سزار رومیتی با معرفی خط‌های تولید اتوماتیک و استاندارد کردن اجزا (موتورهای گرمایی و جایگاه‌های نوع چهار)، باعث رونق فیات شد. این رونق در مقام مؤثرترین تولیدکننده اتومبیل، باعث اعتبار این شرکت شد. فیات با کمک مدل‌های پاندا و یونو (که هر دو توسط جورجتو جیجیارو طراحی شدند) خیلی زود به دوران شکوفایی خود بازگشت.
خودرو فیات پاندا که در فیات طراحی شده بود، توانست جایزه خودرو سال ۲۰۰۴ اروپا را از آن خود کند. پس از آن فیات به تولید خودروهای تمام الکتریکی پرداخت. این شرکت در جریان بحران مالی جهانی سال ۲۰۰۸ با مشکلات زیادی مواجه و آسیب زیادی به عملکرد اقتصادی آن وارد شد. رئیس شرکت فیات از دولت این کشور خواست تا طرحی مشابه طرح حمایت ایالات متحده آمریکا از صنعت خودروسازی در نظر بگیرد، تا از این طریق شرکت فیات نیز همچون دیگر شرکت‌های خودروسازی جهان تحت پوشش حمایت‌های مالی دولت قرار گیرد. در پی این بحران، جان الکان نوه دختری جیانی آنیلی که هم‌اکنون رییس هیئت مدیره و مالک انتخابی فیات می‌باشد، در آن روزها، در منصب رئیس شرکت خودروسازی فیات ایتالیا گفت: شرکت‌های خودروسازی در جهان برای غلبه بر پیامدهای بحران اقتصادی جهانی مجبور به ادغام شدن در یکدیگر خواهند شد. به طوری که همه این شرکت‌ها تحت پوشش شش شرکت بزرگ خودروسازی قرار خواهند گرفت. سرجیو مارکیونه، مدیر عامل اجرایی شرکت نیز معتقد است؛ فقط شرکت‌هایی در بخش خودروسازی قادر به ادامه حیات خواهند بود که بتوانند هر سال بیش از ۵٫۵ میلیون دستگاه خودرو تولید کنند.
سرجیو مارکیونه، مدیرعامل شرکت فیات در سال ۲۰۰۹ اعلام کرد این شرکت تمایل دارد بخش اروپایی جنرال موتورز، سومین غول خودروسازی جهان را خریداری کند. فیات که چندی پیش هم شرکت ورشکسته کرایسلر را تصاحب کرده بود، با این خرید قصد داشت یکی از بزرگ‌ترین شرکت‌های خودروسازی را ایجاد کند. در صورت تشکیل چنین شرکتی، میزان فروش آن به بیش از ۶ میلیون خودرو و درآمد آن نیز به بیش از ۱۰۰ میلیارد دلار در سال می‌رسید. در اوایل سال ۲۰۱۱ میلادی شرکت خودروسازی فیات اعلام کرد بیش از ۵۰۰ هزار دستگاه از خودروهای این شرکت را به علت نقص فنی از بازار اروپا جمع‌آوری خواهد کرد. این ۵۰۰ هزار دستگاه خودرو معیوب شامل مدل‌های فیات گراند پونتو و گراند پونتو آبراس بود که قرار شد از بازار ایتالیا و سایر کشورهای اروپایی جمع‌آوری شود.
شرکت خودروسازی فیات که در ایتالیا متولد شده و خودروهای معروفی را نیز به جهان عرضه کرده‌است، امروزه از بهترین خودروسازان جهان می‌باشد و با داشتن حدود ۲۱۴ هزار کارمند در سراسر جهان، درآمدی بالغ بر ۸۳ میلیارد یورو را در سال ۲۰۱۲ میلادی به دست آورده‌است.

### کرایسلر

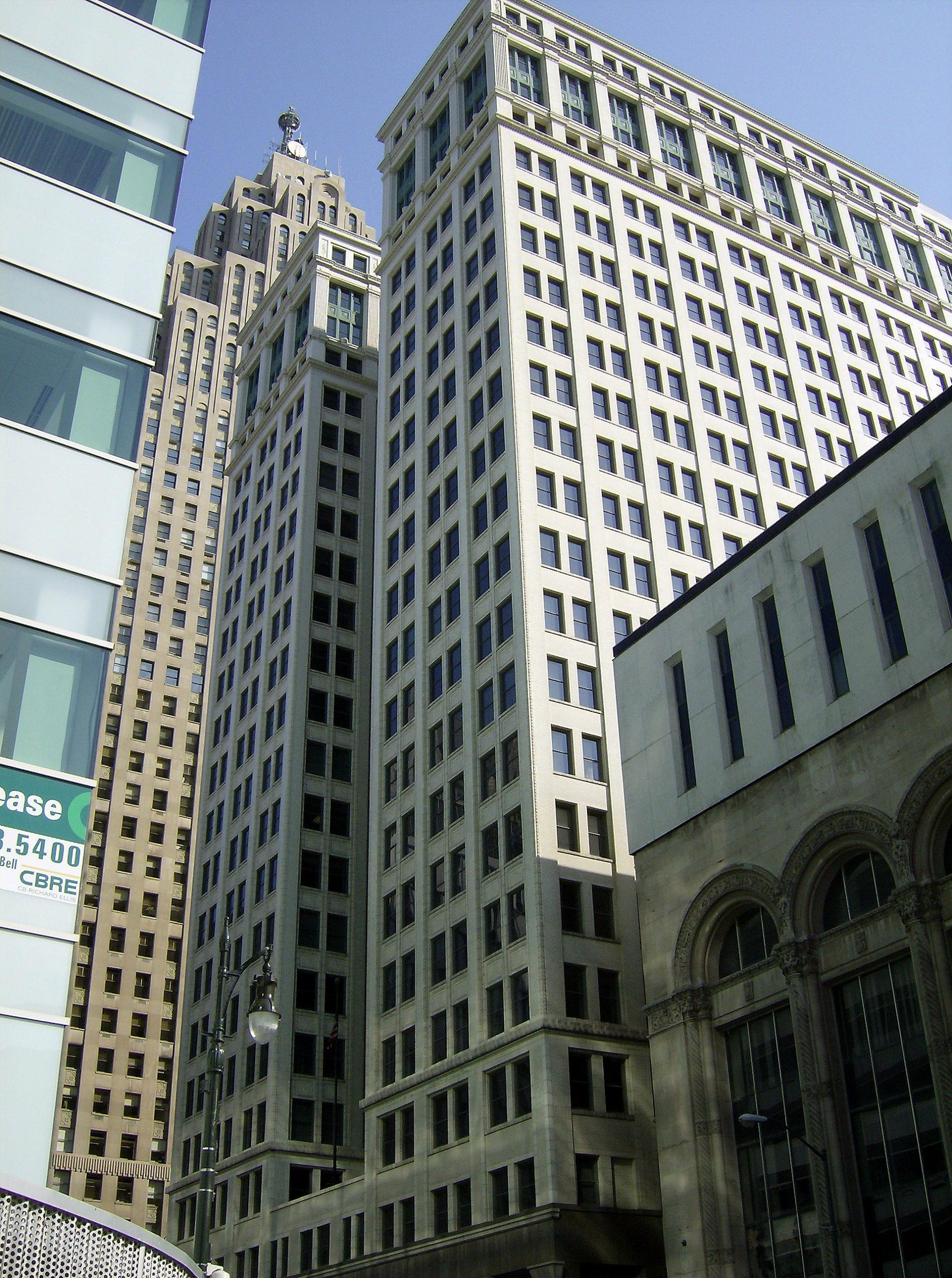
خانه کرایسلر، در دیترویت میشیگان

والتر کرایسلر مؤسس شرکت خودروسازی کرایسلر، در جوانی تجاربی در زمینه حمل‌ونقل ریلی و راه‌آهن آموخت و چندین سال در ایالت‌های غربی، برای راه‌آهن‌های مختلف، به عنوان مکانیک واگن، کار کرد و مهارت ویژه‌ای در تنظیمات دریچه سوخت داشت. اکثر جابه‌جایی‌های شغلی او، به دلیل کم‌خوابی و تندخویی بیش از حد او بود؛ ولی همین باعث می‌شد، که مهارت و تجربه او بیشتر و بیشتر شود...!
دوران جدید زندگی والتر در سال ۱۹۱۱ و زمانی‌که با «جیمز استورا» مدیر بانک آلکو و عضو هیئت رییسه جنرال موتورز آشنا شد، آغاز گردید و او وارد عرصه صنعت خودروسازی شد. استورا از او خواست که پیشنهادهایی دربارهٔ تولیدات خودرو ارائه کند. سپس ملاقاتی ترتیب داد، که والتر با چارلز نش، رئیس شرکت بیوک، که دنبال یک مدیر باهوش و قابل می‌گشت، دیدار کند.
همین ملاقات، زمینه‌ای برای ورود والتر کرایسلر، به صنعت خودروسازی فراهم کرد و او با استفاده از تجربیاتی که در راه‌آهن اندوخته بود، توانست روش‌های زیادی برای کاهش هزینه‌های شرکت بیوک به کار گیرد. پس از ادغام بیوک توسط جنرال موتورز نیز او در این شرکت باقی ماند و حقوق بسیار بالایی از ویلیام دورانت دریافت می‌کرد.
سپس در سال ۱۹۱۹ توسط شرکت ویلیس در اوهایو استخدام شد و مدت ۲ سال در آنجا به کار مشغول بود. پس از تلاش ناموفقی برای به دست آوردن این شرکت، والتر با خرید اکثر سهام شرکت مکس‌ول اتومبیل، آن را تحت کنترل خود گرفت.
والتر در ۵ ژوئن ۱۹۲۵ میلادی، پس از تغییر ساختار شرکت مکس‌ول اتومبیل، شرکت خودروسازی کرایسلر را تأسیس کرد. اولین مدل کرایسلر با نام پلیموث ولیانت، در سال ۱۹۲۸ میلادی به بازار عرضه شد.
این خودرو ارزان قیمت، که ۴ سیلندر داشت، در زمره محبوب‌ترین خودروهای آن زمان دنیا بود. خودروهای اولیه این شرکت، با عنوان خودروهای کلاس سی، به بازار عرضه شده بودند؛ ولی پس از محبوب شدن این تولیدات در میان مصرف‌کنندگان جهان، به تدریج نام برندها به عنوان شناسنامه این شرکت، عنوان می‌شد. شرکت کرایسلر در ابتدای کار خود، سه کلاس خودرو به بازار عرضه کرد، که در کلاس اول خودروهای ارزان قیمت قرار داشتند و در کلاس‌های بعدی خودروی با قیمت متوسط و سپس خودروهای گران قیمت بودند.
کرایسلر موفق شد، در سال‌های اولیه دهه ۱۹۶۰ میلادی وارد بازار اروپا شود. این شرکت تولیدات کلاس ارزان قیمت خود را، برای بازار اروپا استفاده نکرد و کلاس قیمت متوسط را وارد این بازار نمود. به هر حال، فناوری تولید خودرو در این شرکت بهبود پیدا کرد و با خرید برند جیپ به محبوبیت این شرکت اضافه شد. در سال ۱۹۸۷ کرایسلر شرکت جیپ را، با قیمت ۲ میلیارد دلار خریداری نمود و از آن پس، جیپ به عنوان یکی از برندهای شرکت کرایسلر، تولید و ارائه می‌شود.
جیپ‌های تولید کرایسلر، تقریباً در تمامی کشورهای دنیا دیده می‌شد و به دلیل قدرت بالای آن در شرایط متفاوتی از آن‌ها استفاده می‌گردید. در سال ۱۹۹۸ شرکت کرایسلر با شرکت آلمانی دایملر-بنز ادغام شد و شرکت جدید، دایملرکرایسلر نام گرفت. در پی خریداری شرکت کرایسلر در سال ۲۰۰۷ توسط شرکت مدیریت سرمایه سربروس، نام شرکت به کرایسلر ال‌ال‌سی تغییر پیدا کرد.
در سال ۲۰۰۹ در پی ورشکستگی شرکت کرایسلر برای مدتی منحل شد. سپس در تاریخ ۱۰ ژوئن ۲۰۰۹ شرکت ایتالیایی فیات، اکثریت سهام کرایسلر را خریداری کرد. هم‌اکنون شرکت کرایسلر تحت مدیریت فیات، نه تنها در ایالات متحده، بلکه در کانادا و استرالیا نیز کارخانه تولیدی دارد. کارخانه‌های مونتاژ این شرکت نیز در بیشتر کشورهای صنعتی اروپایی دیده می‌شود، که دلیل آن استقبال زیاد از تولیدات این شرکت است.

### برندها
- کرایسلر
- داج
- رَم
- جیپ
- اس‌آرتی

### ادغام با دایملر
مهم‌ترین تحول در گروه خودروسازی کرایسلر را می‌توان ادغام این شرکت، با دایملر آگ دانست. این ادغام در سال ۱۹۹۸ میلادی انجام شد و در آغاز گفته می‌شد، که سهم آن دو شرکت، در سهام شرکت جدید دایملر-کرایسلر مساوی است، ولی به تدریج مشخص شد، که سهم کرایسلر در این مشارکت، بسیار کم و سهم دایملر بسیار زیاد است.
این شرکت در فاصله سال‌های ۱۹۹۸ تا ۲۰۰۷ میلادی در مالکیت شرکت دایملر آلمان بود. در جریان این مشارکت، خودروهایی نیز به بازار عرضه شد، که از جمله مهم‌ترین آن‌ها می‌توان به خودرو مدل کرایسلر ۳۰۰ اشاره کرد.
این خودرو با فناوری شرکت دایملر یا شرکت مرسدس بنز ساخته شد و به دلیل قابلیت‌های متفاوت آن در مقایسه با دیگر تولیدات کرایسلر رکورد فروش این شرکت را شکست.

### تولید خودروهای هیبریدی

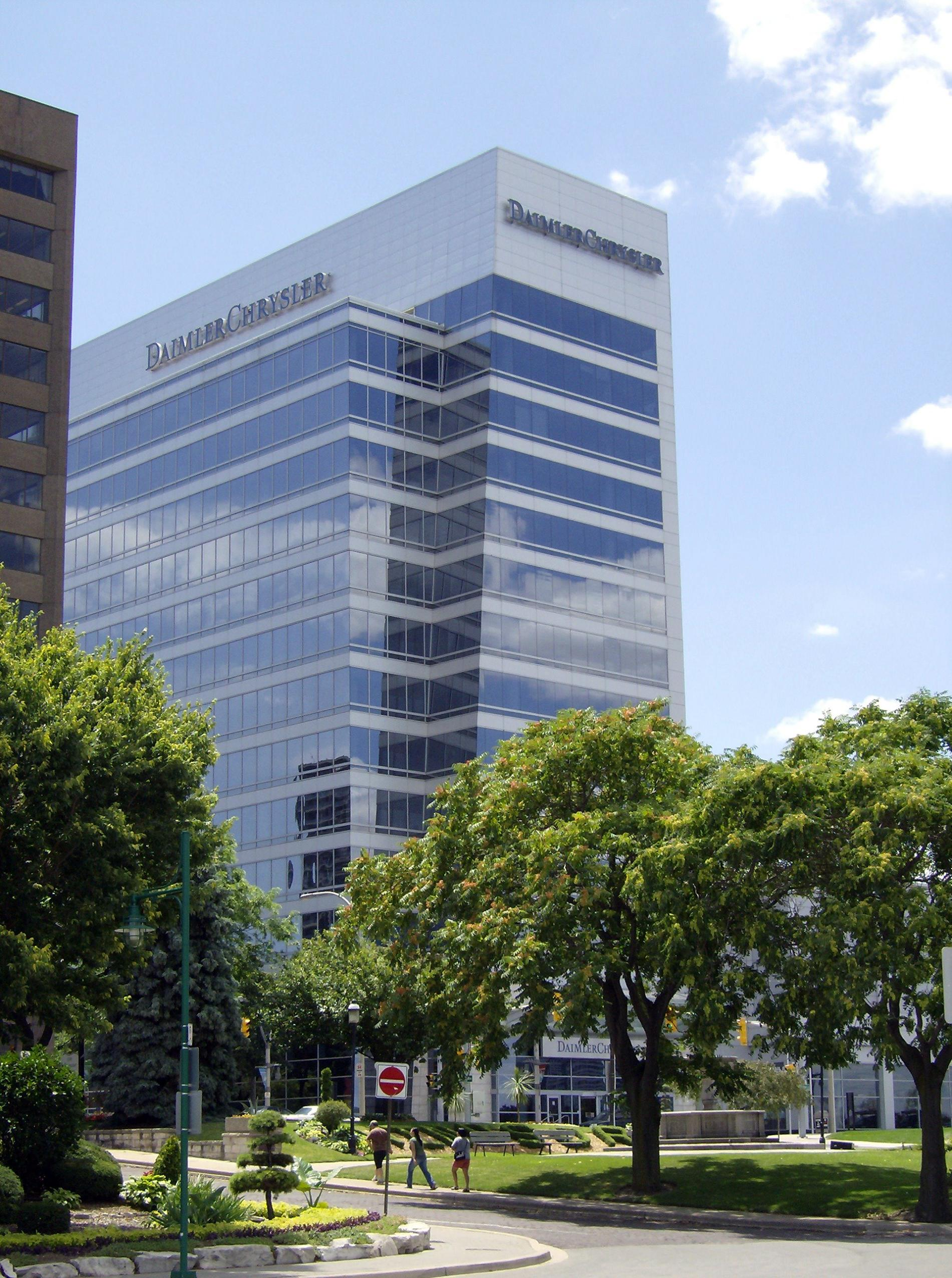
دایملر کرایسلر شعبه کانادا

پس از مطرح شدن مسئله تولید خودروهای الکتریکی، این شرکت نیز اقدام به سرمایه‌گذاری در تولید خودروهای الکتریکی کرد. از جمله مدل‌های هیبریدی و الکتریکی تولید شده از سوی کرایسلر در فاصله ۱۰ سال گذشته، می‌توان به خودرو دوج ای‌وی اشاره کرد.
این خودرو کاملاً الکتریکی بوده و در کلاس خودروهای اس‌یووی قرار گرفته‌است. این خودرو می‌تواند با سرعت بین ۱۵۰ تا ۲۰۰ مایل در ساعت حرکت کند. یکی دیگر از خودروهای الکتریکی تولید شده به وسیله این شرکت خودروسازی ،کرایسلر ای‌وی می‌باشد، که می‌تواند با قدرت ذخیره شده در باتری خود، تا ۶۴ کیلومتر بدون وقفه، حرکت کند. جیپ نیز در سال ۲۰۰۸ اقدام به عرضه یک مدل خودرو هیبریدی کرد، که با عنوان جیپ ای‌وی به بازار عرضه شده‌است.

### ورشکستگی و مالکیت فیات
با ورشکستگی کرایسلر در سال ۲۰۰۹، این شرکت منحل و به خریداران متعددی تعلق یافت. کرایسلر (دوج و جیپ) تا پیش از سال ۲۰۰۹ تحت مالکیت مشترک شرکت ایتالیایی فیات (۲۰٪)، اتحادیه کارگران خودرو (۶۷٫۶۹٪)، دولت فدرال ایالات متحده آمریکا (۹٫۸۵٪) و دولت کانادا (۲٫۴۶٪) بود. در تاریخ ۱۰ ژوئن ۲۰۰۹ شرکت فیات، اکثریت سهام گروه کرایسلر را خریداری کرد و هم‌اکنون مالک اصلی این شرکت می‌باشد.

### آمار و ارقام
شرکت کرایسلر اکنون بیش از ۶۵ هزار کارمند در سراسر دنیا داشته و دفتر مرکزی آن در دیترویت، میشیگان ایالات متحده آمریکا واقع شده‌است. میزان درآمد این شرکت در سال ۲۰۱۲ معادل ۶۵٫۷۸ میلیارد دلار بوده و سود خالصی برابر ۱٫۶۶ میلیارد دلار را عاید کرایسلر نمود و از لحاظ تولید، دوازدهمین خودروساز بزرگ جهان، محسوب می‌شود.

### فراری
فراری شرکت خودروسازی ایتالیایی است، که در سال ۱۹۲۹ توسط انزو فراری راه‌اندازی شد. این شرکت در سال‌های نخست فعالیتش به‌عنوان حامی مالی راننده‌ها و در زمینه طراحی و ساخت خودروهای مسابقه‌ای متمرکز بود و از سال ۱۹۴۷ تولید خودروهای جاده‌ای را با برند فراری آغاز نمود و امروزه در حوزه طراحی و تولید خودروهای سوپر اسپورت فعالیت می‌نماید.
سال ۱۹۶۹ فیات، اقدام به خریداری ۵۰٪ درصد از سهام شرکت فراری نمود، که در سال ۲۰۰۸ به ۸۵٪ درصد افزایش پیدا کرد. هم‌اکنون شرکت فیات با در اختیار داشتن ۹۰٪ درصد از سهام فراری، مالک اصلی آن به‌شمار می‌آید. پیرو فراری (فرزند انزو) نیز ۱۰٪ درصد از سهام فراری را در اختیار دارد.

### مازراتی
مازراتی توسط برادران مازراتی به نام‌های آلفری، بیندو، کارلو و اتوره تأسیس شد. سال ۱۹۹۳ فیات با سرمایه‌گذاری در مازراتی هدایت آن را به دست گرفت. در سال ۱۹۹۷ فیات ۵۰٪ درصد سهام مازراتی را به شرکت فراری فروخت، هر چند که بخشی از سهام فراری نیز در اختیار فیات بود. از آن پس شرکت مازراتی دست به تولیدات محبوب‌تر و موفق‌تری زد و در حال حاضر به عنوان یکی از شرکت‌های تحت کنترل فیات به تولید خودرو مشغول است و تولید خودروهای لوکس فیات را بر عهده دارد.

### آلفا رومئو
شرکت آلفا رومئو در سال ۱۹۱۰ در شهر میلان، ایتالیا بنیان‌گذارده شد. نام اولیه این شرکت آلفا بود که از عبارت (به ایتالیایی: Anonima Lombarda Fabbrica Automobili)) به معنای کارخانه خودروسازی لومباردا گرفته شده؛ سپس در سال ۱۹۱۸ که تمام کارخانه توسط مهندسی به نام نیکولا رومئو مالک گروه صنعتی “نیکولا رومئو شرکت”، خریداری شد، نام شرکت به آلفا رومئو تغییر یافت. از سال ۱۹۸۶ تا به امروز این شرکت توسط فیات اداره می‌شود.

### فیات اتومبیلز
فیات اتومبیلز، کارخانه تولید خودرو ایتالیایی است، که پس از تجدید ساختار این گروه صنعتی، به‌عنوان بخش تولید خودروهای سواری فیات، تأسیس گردید. فیات اتومبیلز هم‌اکنون بزرگترین تولیدکننده خودرو در ایتالیا می‌باشد و دفتر مرکزی آن در شهر تورین قرار دارد.

### جیپ
جیپ، شرکت خودروسازی آمریکایی است، که زیرمجموعه‌ای از گروه کرایسلر می‌باشد، که خود شرکت تابعهای از شرکت خودروسازی فیات به‌شمار می‌آید. از ژانویه ۲۰۱۴ در پی راه‌اندازی گروه فیات کرایسلر اتومبیلز، جیپ نیز به‌عنوان زیرمجموعه‌ای از این گروه خودروسازی، فعالیت می‌نماید.
نام جیپ از کلمه (به انگلیسی: General Purpose) به معنای چندمنظوره که به اختصار به جی. پی (به انگلیسی: G.P) و در اثر تلفظ زیاد، به جیپ (به انگلیسی: Jeep) بدل شد، گرفته شده. رییس هیئت مدیره شرکت ویلیز، جو فریزر، از اوایل سال ۱۹۳۹ بدنبال ساخت خودرویی سبک برای اهداف شناسایی-نظامی بود، با آغاز جنگ جهانی دوم در سوم سپتامبر همان سال در اروپا، و پیش‌بینی درگیری ایالات متحده آمریکا در این بحران، او پیگیری بیشتری نشان داد. حاصل مذاکرات او و افسران تدارکات ارتش برای ساخت خودرویی که در میدان ها جنگ قابل استفاده باشد، آن بود که قرار شد شرکت ویلیز نمونه اولیه را جهت بررسی آماده نماید.

### دوج
دوج، شرکت خودروسازی آمریکایی است، که در سال ۱۹۰۰ توسط برادران دوج تأسیس شد. این شرکت امروزه از زیرمجموعه‌های شرکت خودروسازی کرایسلر به‌شمار می‌آید. شرکت دوج هم‌اکنون تولیدکننده خودروهای مینی‌ون و اس‌یووی است. دفتر مرکزی این شرکت در شهر آبرن هیلز، میشیگان قرار دارد. پس از خریداری شرکت کرایسلر، توسط شرکت فیات، دوج نیز به فیات واگذار گردید و در حال حاضر توسط این شرکت مدیریت می‌شود.

### لانچیا
شرکت خودروسازی لانچیا، در سال ۱۹۰۶ توسط وینچنزو لانچیا پایه‌گذاری شد و بعدها در سال ۱۹۶۹ توسط شرکت فیات خریداری گردید. شرکت لانچیا به‌خاطر تولید خودروهای ممتاز و نیز خودروهای مخصوص رالی شناخته شده‌است. محصولات لانچیا معمولاً به‌عنوان خودروهای لوکس و گران‌قیمت شناخته می‌شوند.

### صنایع فیات
صنایع فیات، که بخش تولید خودروهای سنگین گروه فیات، از قبیل انواع کامیون‌ها، ماشین‌آلات راه و ساختمان، ماشین‌آلات کشاورزی و... را بر عهده دارد. سکان رهبری شرکت صنایع فیات، در دست سرجیو مارکیونه است، که به عنوان رئیس هیئت مدیره این شرکت، فعالیت می‌کند.

### اویکو
اویکو، شرکت صنایع سنگین ایتالیایی است، که انواع کامیون، اتوبوس و موتور دیزل تولید می‌کند و کارخانه و دفتر مرکزی آن در شهر تورین ایتالیا قرار دارد. این شرکت سالیانه حدود ۲۰۰٫۰۰۰ دستگاه خودروی تجاری و ۴۶۰٫۰۰۰ موتور دیزلی تولید می‌کند. تا پایان سال مالی ۲۰۰۷ میلادی، این شرکت ۱۱٫۱۹۶ میلیون یورو از فروش محصولاتش بدست آورده بود. در حال حاضر ایوکو از شرکت‌های تابعه صنایع فیات است، که خود زیرمجموعه‌ای از فیات محسوب می‌شود.

### اف‌پی‌تی
اف‌پی‌تی، که خلاصه‌شده (به انگلیسی: Fiat Powertrain Technologies) شرکت خودروسازی ایتالیایی است، که در زمینه ساخت و تولید موتورهای خودرو و سیستم‌های انتقال قدرت، برای گروه فیات و شرکت‌های زیرمجموعه آن و نیز شرکت اویکو، همچنین تولید سامانه‌های برق اضطراری و قایق‌های موتوری فعالیت می‌نماید.
شرکت اف‌پی‌تی در سال ۲۰۰۵ از مشارکت انتفاعی شرکت‌های فیات و جنرال موتورز راه‌اندازی شد و در سال ۲۰۱۱ کلیه سهام آن توسط فیات خریداری شد. این شرکت از سال ۲۰۱۲ به‌عنوان شرکت تابعه صنایع فیات به فعالیت خود ادامه می‌دهد. شرکت اف‌پی‌تی هم‌اکنون دارای ۱۰ کارخانه در ۹ کشور اروپایی می‌باشد. دفتر مرکزی این شرکت نیز در شهر تورین، ایتالیا قرار دارد.

### موپار
موپار، شرکت خودروسازی آمریکایی است، که در زمینه تولید قطعات خودروهای شرکت‌های کرایسلر، جیپ، دوج و فیات فعالیت می‌نماید. شرکت موپار در سال ۱۹۲۹ توسط شرکت کرایسلر راه‌اندازی شد و در پی خریداری گروه کرایسلر توسط شرکت ایتالیایی فیات، سپس ادغام دو شرکت، هم‌اکنون متعلق به فیات کرایسلر اتومبیلز می‌باشد.

### اس‌آرتی
استریت اند ریسینگ تکنولوژی معروف به اس آر تی نام یک گروه زیرمجموعه از شرکت کرایسلر ال ال سی است. اس آر تی تولیدکننده خودروهای کورسی و گرانقیمت اسپرت اما در تیراژ کم است.

### زاستاوا
زاستاوا، شرکت خودروسازی و تجهیزات نظامی صربستانی است، که دفتر مرکزی آن، در شهر کراگویواتس، قرار دارد. معروف‌ترین خودروی تولیدی این شرکت، مدل زاستاوا ۱۰ می‌باشد، که از مدل توسعه یافته فیات پونتو به‌شمار می‌رود. شرکت زاستاوا همچنین طیف گسترده‌ای از تجهیزات دفاعی و سلاح‌های نظامی را نیز تولید و عرضه می‌نمود، که در سال ۲۰۱۱ پس از خریداری بخش تولید خودروی زاستاوا توسط شرکت فیات، بخش تسلیحات آن، تفکیک شد. این شرکت در حال حاضر از زیرمجموعه‌های فیات به‌شمار می‌رود.

### آبارت
آبارت، شرکت خودروسازی ایتالیایی است، که در سال ۱۹۴۹ توسط کارلو آبارت در شهر تورین راه‌اندازی شد و در حال حاضر متعلق به گروه خودروسازی فیات می‌باشد. از خودروهایی که توسط این شرکت طراحی و تولید شده، می‌توان به: فیات ۵۰۰ (۲۰۰۷)، پورشه ۳۵۶، فیات ۸۵۰، آتوبیانکی ای۱۱۲، فیات ریتمو، فیات ۱۲۴، فیات ۱۳۱، فیات استیلو، فیات پونتو، فیات اونو، فیات چینکوئه‌چنتو و فیات سیچنتو اشاره نمود.

### رم تراکس
رم تراکس، شرکت صنایع سنگین آمریکایی است، که یکی از شاخه‌های گروه کرایسلر می‌باشد. این شرکت، وانت، کامیون و کامیون سبک تولید می‌کند. از تولیدات کنونی این شرکت می‌توان سری کامیون‌های سبک رم را نام برد.

### فیات پروفشنال
فیات پروفشنال، برند جدید شرکت فیات اتومبیلز در تولید چراغ وسایل نقلیه تجاری مستقر در تورین می‌باشد، که در آوریل ۲۰۰۷ فعالیتش را آغاز نمود. ریشه‌های تأسیس شرکت فیات پروفشنال به سال ۱۸۹۹ و راه‌اندازی شرکت فیات ویکولی کامرشیالی توسط جووانی آنیلی باز می‌گردد.

### مانیتی مارلی
مانیتی مارلی، شرکت مهندسی ایتالیایی است، که در زمینه توسعه و ساخت سیستم‌ها، ماژول‌ها و قطعات با تکنولوژی بالا برای صنعت خودروسازی فعالیت می‌نماید. بخش عمده فعالیت‌های این شرکت بر روی سیستم روشنایی وسایل نقلیه موتوری، سیستم‌های الکترونیکی خودروها، سیستم‌های تعلیق، سیستم‌های اگزوز و تجهیزات و قطعات الکترونیکی مرتبط با خودروهای مسابقات اتومبیل‌رانی، شامل فرمول یک، گرند پریکس و رالی قهرمانی جهان متمرکز می‌باشد.
نخستین کارخانه شرکت مانیتی مارلی در سال ۱۹۱۹ با مشارکت شرکت فیات و ارکول مارلی در سستو سان جووانی، در نزدیکی شهر میلان راه‌اندازی شد و در حال حاضر دارای ۸۳ کارخانه تولیدی، ۱۲ مرکز پژوهش و توسعه و ۲۶ مرکز کاربردی، در ۱۸ کشور جهان می‌باشد. کارخانه اصلی و دفتر مرکزی این شرکت در کوربتا، لمباردی، ایتالیا قرار دارد و هم‌اکنون از شرکت‌های زیرمجموعه گروه فیات به‌شمار می‌آید.

### کوماو
کوماو، شرکت مهندسی ایتالیایی است، که در زمینه تولید تجهیزات خودکارسازی، روبات‌های صنعتی، ماشین‌ابزارها و سیستم‌های انتقال نیرو برای شرکت‌ها و برندهای زیرمجموعه گروه فیات فعالیت می‌نماید. شرکت کوماو در سال ۱۹۷۳ راه‌اندازی شد و در حال حاضر دارای ۱۵ کارخانه تولیدی و ۳ مرکز پژوهش و توسعه در ۱۳ کشور می‌باشد.

### آتوبیانکی
کوماو، شرکت خودروسازی ایتالیایی است، که با سرمایه‌گذاری و مشارکت شرکت‌های فیات، پیرلی و بیانکی در سال ۱۹۵۵ راه‌اندازی شد. این شرکت در زمان حیات خود، تنها خودروهای دست‌ساز تولید نمود، که به‌عنوان نمونه می‌توان به: آتوبیانکی ای۱۱۲، آتوبیانکی ای۱۱۱، آتوبیانکی وای۱۰، آتوبیانکی بیانکیا و آتوبیانکی استلینا اشاره نمود. شرکت آتوبیانکی در سال ۱۹۹۵ در شرکت لانچیا، ادغام شد ولی کارخانه تولیدی آتوبیانکی همچنان برای شرکت فیات فعالیت می‌کند.

### توفاش
شرکت خودروسازی توفاش، از مشارکت گروه فیات و شرکت ترکیه‌ای کوچ هولدینگ راه‌اندازی شده‌است. در حال حاضر سهامداران اصلی شرکت توفاش عبارتند از: فیات با ۳۷٫۸٪ درصد، کوچ هولدینگ ۳۷٫۸٪ درصد. تاکنون خودروهایی نظیر فیات ۱۲۴ و فیات ۱۳۱ توسط توفاش در کشور ترکیه تولید شده‌است.

### لا استامپا
لا استامپا که به معنی چاپ است، یکی از معروف‌ترین و پرفروش‌ترین روزنامه‌های ایتالیایی می‌باشد. این روزنامه در سال ۱۸۶۷ میلادی با نام گاتزتا پیه‌مونتس بنیان نهاده شد. روزنامه لا استامپا که در شهر تورین به چاپ می‌رسد، در ایتالیا و دیگر کشورهای اروپایی منتشر می‌شود. در حال حاضر مالک کنونی روزنامه، گروه صنعتی فیات است.

## مشارکت‌ها

### سولرس
در ماه ژوئن سال ۲۰۰۸ شرکت فیات چندین قرارداد همکاری با شرکت روسی سیورستال مالک شرکت خودروسازی سولرس به امضا رساند، که بر پایه آن، آغاز به تولید چندین مدل از خودروهای فیات و همچنین موتور خودرو نمود. در ماه ژوئن ۲۰۱۱ شرکت سولرس قرارداد منعقده را فسخ نمود، سپس با شرکت‌های فورد و شورولت مشارکت خود را آغاز کرد...

### آوتوواز
در سال ۱۹۶۶ شرکت فیات کمک‌های فراوانی در جهت ساخت یک کارخانه ساخت خودرو به اتحاد جماهیر شوروی سوسیالیستی نمود، تا اینکه سرانجام این فعالیت‌ها به تأسیس شرکت خودروسازی آوتوواز انجامید. نخستین خودرو تولید شده توسط این شرکت، مشابه مدل فولکس قورباغه‌ای بود، که لادا نام گرفت. در سال ۱۹۸۰ نیز لادا ریوا توسط فیات طراحی و در کارخانجات آوتوواز تولید گردید.

### سیات
شرکت اسپانیایی سیات در سال ۱۹۵۰ با مشارکت دولت اسپانیا و شرکت فیات راه‌اندازی شد و تا سال ۱۹۸۱ شمار زیادی از مدل‌های فیات را با نام تجاری سیات به بازار خودروی اسپانیا عرضه نمود. در پی خروج فیات از این مشارکت، سیات قرارداد جدید خود را با گروه فولکس‌واگن منعقد کرد. در ۱۹۸۶ این خودروساز آلمانی اقدام به خریداری بخش اعظم سهام سیات کرد. از آن پس، سیات از زیرمجموعه‌های گروه فولکس‌واگن محسوب می‌شود. سیات تا سال ۱۹۹۸ همچنان به‌طور مقطعی با فیات مشارکت‌هایی در جهت طراحی و ساخت خودروهای نمود و آخرین همکاری دو شرکت، به تولید سیات ماربلا در ۱۹۹۸ بازمی‌گردد.

## تولیدات
| شماره مدل داخلی | مدل                     | سال ساخت                                              | تصویر |
| --------------- | ----------------------- | ----------------------------------------------------- | ----- |
|                 |                         |                                                       |       |
| مدل۶            | فیات ۶ اچ‌پی             | ۱۹۰۰–۱۹۰۱                                             |       |
| مدل۱۲           | فیات ۱۲ اچ‌پی            | ۱۹۰۱–۱۹۰۲                                             |       |
|                 | فیات بروتی              | ۱۹۰۵–۱۹۰۸                                             |       |
| مدل۵۰۱          | فیات ۵۰۱                | ۱۹۱۹–۱۹۲۶                                             |       |
| مدل۵۰۵          | فیات ۵۰۵                | ۱۹۱۹–۱۹۲۵                                             |       |
| مدل۵۰۷          | فیات ۵۰۷                | ۱۹۲۶–۱۹۲۷                                             |       |
| مدل۵۲۰          | فیات ۵۲۰                | ۱۹۲۱–۱۹۲۲                                             |       |
| مدل۵۱۹          | فیات ۵۱۹                | ۱۹۲۲–۱۹۲۷                                             |       |
| مدل۵۰۹          | فیات ۵۰۹                | ۱۹۲۴–۱۹۲۹                                             |       |
| مدل۵۰۲          | فیات ۵۰۲                | ۱۹۲۳–۱۹۲۶                                             |       |
| مدل۵۰۳          | فیات ۵۰۳                | ۱۹۲۶–۱۹۲۷                                             |       |
| مدل۵۲۱          | فیات ۵۲۱                | ۱۹۲۸–۱۹۳۱                                             |       |
| مدل۵۲۵          | فیات ۵۲۵                | ۱۹۲۸–۱۹۳۱                                             |       |
| مدل۵۱۴          | فیات ۵۱۴                | ۱۹۲۹–۱۹۳۲                                             |       |
| مدل۵۲۴          | فیات ۵۲۴                | ۱۹۳۱–۱۹۳۴                                             |       |
| مدل۵۰۸          | فیات ۵۰۸                | ۱۹۳۲–۱۹۳۷                                             |       |
| مدل۵۱۸          | فیات ۵۱۸ آردیلا         | ۱۹۳۳–۱۹۳۸                                             |       |
| مدل۲۸۰۰         | فیات ۲۸۰۰               | ۱۹۳۸–۱۹۴۴                                             |       |
| مدل۱۱۰۰         | فیات ۱۲۰۰تی             | ۱۹۳۷–۱۹۶۹                                             |       |
| مدل۱۴۰۰         | فیات ۱۴۰۰/۱۹۰۰          | ۱۹۵۰–۱۹۵۸                                             |       |
| مدل۱۱۰۰         | فیات ۱۱۰۰ اس کوپه       | ۱۹۳۷–۱۹۶۹                                             |       |
|                 | فیات ۱۲۰۰ اسپایدر       | ۱۹۵۷–۱۹۶۳                                             |       |
| مدل۱۲۴          | فیات ۱۲۴ کوپه           | ۱۹۶۷–۱۹۷۵                                             |       |
| مدل۱۲۴          | فیات ۱۲۴ اسپورت اسپایدر | ۱۹۵۵–۱۹۶۹                                             |       |
| مدل۱۰۰          | فیات ۶۰۰                | ۱۹۵۵–۱۹۶۹                                             |       |
| مدل۱۰۰جی        | فیات ۸۵۰                | ۱۹۶۴–۱۹۸۱                                             |       |
| مدل۱۰۱          | فیات ۱۴۰۰               | ۱۹۵۰–۱۹۵۸                                             |       |
| مدل۱۰۳          | فیات ۱۱۰۰               | ۱۹۵۳–۱۹۷۰                                             |       |
| مدل۱۰۴          | فیات ۸وی                | ۱۹۵۲–۱۹۵۵                                             |       |
| مدل۱۰۵          | فیات کامپاگنولا         | ۱۹۵۲–۱۹۵۸                                             |       |
| مدل۱۱۰          | فیات ۵۰۰                | ۱۹۵۷–۱۹۷۷                                             |       |
| مدل۱۱۲          | فیات ۱۸۰۰/۲۱۰۰          | ۱۹۵۹–۱۹۶۸                                             |       |
| مدل۱۱۴          | فیات ۲۳۰۰               | ۱۹۶۱–۱۹۶۸                                             |       |
| مدل۱۱۵          | فیات ۱۵۰۰ (۱۹۳۵)        | ۱۹۶۱–۱۹۶۸                                             |       |
| مدل۱۱۶          | فیات ۱۳۰۰/۱۵۰۰          | ۱۹۶۱–۱۹۶۶                                             |       |
| مدل۱۱۸          | فیات ۱۵۰۰               | ۱۹۶۱–۱۹۶۸                                             |       |
| مدل۱۲۰          | فیات ۵۰۰                | ۱۹۶۰–۱۹۷۲                                             |       |
| مدل۱۲۴          | فیات ۱۲۴                | لیموزین: ۱۹۶۶–۱۹۷۵ کوپه: ۱۹۶۷–۱۹۷۶ اسپایدر: ۱۹۶۶–۱۹۸۵ |       |
| مدل۱۲۵          | فیات ۱۲۵                | ۱۹۶۷–۱۹۷۲                                             |       |
| مدل۱۲۶          | فیات ۱۲۶                | ۱۹۷۲–۲۰۰۰                                             |       |
| مدل۱۲۷          | فیات ۱۲۷                | ۱۹۷۱–۱۹۸۷                                             |       |
| مدل۱۲۸          | فیات ۱۲۸                | ۱۲۸: ۱۹۶۹–۱۹۸۳ ایکس۱/۹: ۱۹۷۲–۱۹۸۸                     |       |
| مدل۱۳۰          | فیات ۱۳۰                | لیموزین: ۱۹۶۹–۱۹۷۶ کوپه: ۱۹۷۱–۱۹۷۷                    |       |
| مدل۱۳۱          | فیات ۱۳۱                | ۱۹۷۴–۱۹۸۴                                             |       |
| مدل۱۳۲          | فیات ۱۳۲/آرژنتا         | ۱۳۲: ۱۹۷۲–۱۹۸۱ آرژنتا: ۱۹۸۱–۱۹۸۶                      |       |
| مدل۱۳۳          | فیات ۱۳۳                | ۱۹۷۵–۱۹۷۶                                             |       |
| مدل۱۳۵          | فیات دینو               | ۱۹۶۶–۱۹۷۴                                             |       |
|                 | فیات فیوریونو           | ۱۹۷۷–۲۰۱۳                                             |       |
| مدل۱۳۸          | فیات ریتمو، فیات رگاتا  | ریتمو: ۱۹۷۸–۱۹۸۸ رگاتا: ۱۹۸۳–۱۹۹۰                     |       |
| مدل۱۴۱          | فیات پاندا              | ۱۹۸۰–۲۰۰۳، فیس لیفت: ۱۹۸۶                             |       |
| مدل۱۴۶          | فیات اونو، فیات دونا    | اونو: ۱۹۸۳–۱۹۹۵ دونا: ۱۹۸۷–۱۹۹۲                       |       |
| مدل۱۴۷          | فیات ۱۲۷                | ۱۹۷۷–۲۰۰۰                                             |       |
| مدل۱۵۰          | فیات ۵۰۰ (۲۰۰۷)         | ۲۰۰۷-تاکنون                                           |       |
| مدل۱۵۴          | فیات کروما              | ۱۹۸۵–۱۹۹۶، فیس لیفت: ۱۹۹۱                             |       |
| مدل۱۵۹          | فیات تمپرا              | ۱۹۹۰–۱۹۹۶، فیس لیفت: ۱۹۹۳                             |       |
| مدل۱۶۰          | فیات تیپو               | ۱۹۸۸–۱۹۹۵، فیس لیفت: ۱۹۹۳                             |       |
| مدل۱۶۹          | فیات پاندا سری۳         | ۲۰۰۳–۲۰۱۲                                             |       |
| مدل۱۷۰          | فیات چینکوئه‌چنتو        | ۱۹۹۱–۱۹۹۸                                             |       |
| مدل۱۷۵          | فیات کوپه               | ۱۹۹۴–۲۰۰۰                                             |       |
| مدل۱۷۶          | فیات پونتو              | ۱۹۹۳–۱۹۹۹، فیس لیفت: ۱۹۹۷                             |       |
| مدل۱۷۸          | فیات سینا               | ۱۹۹۶-تاکنون                                           |       |
| مدل۱۷۹          | فیات استرادا            | ۲۰۰۲–۲۰۱۱، فیس لیفت: ۲۰۰۸                             |       |
| مدل۱۸۲          | فیات براوو (۲۰۰۷)       | ۱۹۹۵–۲۰۰۱                                             |       |
| مدل۱۸۳          | فیات بارچتا             | ۱۹۹۵–۲۰۰۵                                             |       |
| مدل۱۸۵          | فیات ماریا              | ۱۹۹۶–۲۰۰۲                                             |       |
| مدل۱۸۶          | فیات مولتیپلا           | ۱۹۹۹–۲۰۱۰، فیس لیفت: ۲۰۰۴                             |       |
| مدل۱۸۷          | فیات سیچنتو             | ۱۹۹۸–۲۰۰۹، فیس لیفت: ۲۰۰۰                             |       |
| مدل۱۸۸          | فیات پونتو              | ۱۹۹۹–۲۰۰۷، فیس لیفت: ۲۰۰۳                             |       |
|                 | فیات سدیچی              | ۲۰۰۵–تاکنون                                           |       |
| مدل۱۹۲          | فیات استیلو             | ۲۰۰۱–۲۰۰۸، فیس لیفت: ۲۰۰۴                             |       |
| مدل۱۹۴          | فیات کروما              | ۲۰۰۵–۲۰۱۰، فیس لیفت: ۲۰۰۸                             |       |
| مدل۱۹۸          | فیات براوو (۲۰۰۷)       | ۲۰۰۷-تاکنون                                           |       |
| مدل۱۹۹          | فیات پونتو اوو          | ۲۰۰۵-تاکنون، فیس لیفت: ۲۰۰۹                           |       |
| مدل۲۲۰          | فیات اسکودو             | ۱۹۹۵–۲۰۰۶، فیس لیفت: ۲۰۰۴                             |       |
| مدل۲۲۳          | فیات دوبلو              | ۲۰۰۱-تاکنون                                           |       |
| مدل۲۳۰          | فیات دوکاتو             | ۱۹۹۴–۲۰۰۲                                             |       |
| مدل۲۳۸          | فیات ۲۳۸                | ۱۹۶۶–۱۹۸۲                                             |       |
| مدل۲۴۲          | فیات ۲۴۲                | ۱۹۷۵–۱۹۸۷                                             |       |
| مدل۲۴۴          | فیات دوکاتو سری۲        | ۲۰۰۲–۲۰۰۶                                             |       |
| مدل۲۵۰          | فیات دوکاتو سری۳        | ۲۰۰۶-تاکنون                                           |       |
| مدل۲۸۰          | فیات کاستن              | ۱۹۸۱–۱۹۹۰                                             |       |
| مدل۲۹۰          | فیات تلنتو              | ۱۹۹۰–۱۹۹۴                                             |       |
| مدل۳۲۶          | فیات پالیو              | ۲۰۱۱-تاکنون                                           |       |
| مدل۳۲۷          | فیات ۳۲۷                | ۲۰۱۰-تاکنون                                           |       |
| مدل۳۳۰          | فیات ۵۰۰ال              | ۲۰۱۲-تاکنون                                           |       |
| مدل۳۳۴          | فیات ۵۰۰ایکس‌ال          | ۲۰۱۳-تاکنون                                           |       |
| مدل۳۴۹          | فیات پاندا ۳            | ۲۰۱۱-تاکنون                                           |       |
| مدل۳۵۰          | فیات نظریه              | ۲۰۰۳-تاکنون                                           |       |

## خانواده آنیلی

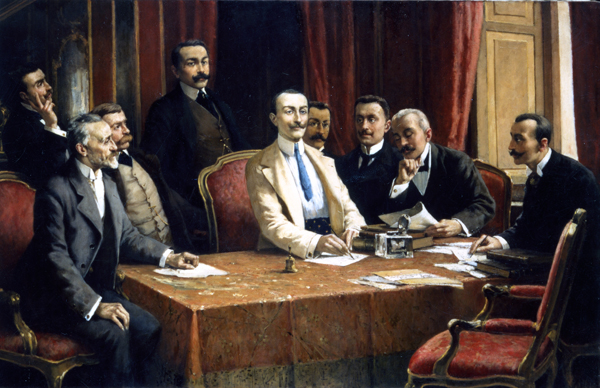
نقاشی از نخستین هیئت مدیره فیات، جووانی آنیلی؛ نفر سوم از راست

خانواده آنیلی، نوادگان جووانی آنیلی می‌باشند، که کماکان مالکیت اکثریت سهام شرکت خودروسازی فیات را در اختیار دارند. شرکت فیات تنها بخشی از دارایی‌های این خانواده بشمار می‌آید. امروزه خانواده آنیلی از طریق شرکت هلدینگ اکسور، مالکیت باشگاه فوتبال یوونتوس، شرکت صنایع فیات، اف‌پی‌تی، اویکو، روزنامه لا استامپا را در اختیار دارند. خانواده آنیلی با در اختیار داشتن اکثریت سهام شرکت فیات کرایسلر اتومبیلز؛ مالک شرکت‌های فراری، مازراتی، جیپ، آلفا رومئو، دوج، آبارت، کرایسلر موتورز، فیات اتومبیلز، فیات پروفشنال، لانچیا، رم تراکس و استریت اند ریسینگ تکنولوژی و کرایسلر می‌باشند.
از اعضای شناخته شده خانواده آنیلی، می‌توان به افراد زیر اشاره کرد:
- جووانی آنیلی: مؤسس شرکت فیات
- جیانی آنیلی: سیاستمدار و بنیان‌گذار شرکت اکسور (پسر جووانی)
- جان الکان: رییس هیئت مدیره کنونی شرکت فیات، که نوه جیانی آنیلی (فرزند دختر وی) می‌باشد و از سوی آنیلی به عنوان وارث انتخابی دارایی‌های وی برگزیده شد.
- ادواردو آنیلی: فرزند جیانی آنیلی.

## مدیریت ارشد

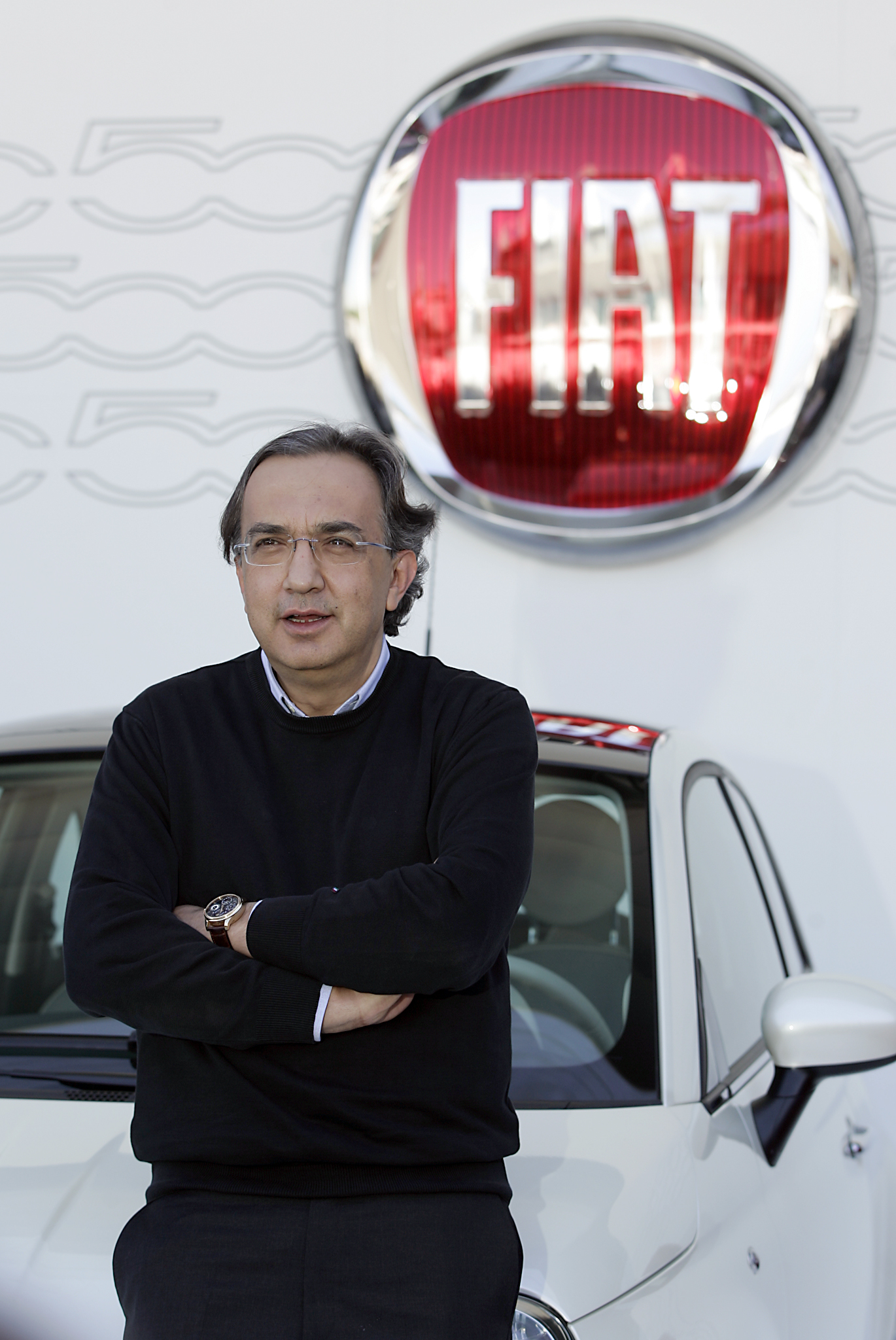
سرجیو مارکیونه

### رییس هیئت مدیره
جان الکان که نوه و وارث انتخابی جیانی آنیلی است، هم‌اکنون ریاست هیئت مدیره فیات را در اختیار دارد. وی از سال ۱۹۹۷ در حالیکه تنها ۲۱ سال داشت، از سوی آنیلی به‌عنوان یکی از اعضای هیئت مدیره فیات منصوب شد. در پی درگذشت جیانی آنیلی در سال ۲۰۰۳ نایب رئیس دوم هیئت مدیره شد و یک سال بعد در سال ۲۰۰۴ پس از درگذشت ادواردو آنیلی، به عنوان نایب رئیس هیئت مدیره این شرکت منصوب گردید. در ماه مه ۲۰۰۴ سرجیو مارکیونه با حمایت‌های او به مدیرعاملی فیات برگزیده شد. الکان سرانجام در سال ۲۰۱۰ از سوی هیئت مدیره گروه فیات، به عنوان رئیس هیئت مدیره این شرکت انتخاب شد و جایگزین لوکا دی مونتدزمولو (رییس هیئت مدیره کنونی فراری) گردید.
جان الکان در ماه ژوئیه سال ۲۰۱۱ از سوی گروه فیات اقدام به خریداری شرکت کرایسلر نمود، که در پی آن، شرکت‌های خودروسازی جیپ، دوج، رم تراکس و موپار را نیز، بدست آورد. جان الکان همچنین مدیر عامل و رئیس هیئت مدیره شرکت اکسور می‌باشد. اکسور یک شرکت سرمایه‌گذاری، متعلق به خانواده آنیلی است، که مالک باشگاه فوتبال یوونتوس، کراشمن اند ویکفیلد و شرکت اس‌جی‌اس محسوب می‌شود. وی رئیس هیئت مدیره لا استامپا و عضو هیئت مدیره شرکت‌های صنایع فیات و اس‌جی‌اس نیز می‌باشد.

### مدیر عامل اجرایی
سرجیو مارکیونه بازرگان، کارآفرین و مدیر ارشد اجرایی ایتالیایی-کانادایی است، که در حال حاضر مدیرعامل گروه فیات می‌باشد. او همچنین مدیرعامل و رییس هیئت مدیره شرکت خودروسازی کرایسلر است و به‌عنوان رییس هیئت مدیره شرکت صنایع فیات و مدیرعامل فیات پروفشنال نیز فعالیت می‌نماید.
در پی نجات سریع شرکت ایتالیایی فیات از ورشکستگی، سپس آغاز سودآوری، پس از گذشت تنها ۲ سال رهبری وی بر این شرکت، در سال ۲۰۰۶ مارکیونه به یکی از مشهورترین مدیران صنعت خودروسازی تبدیل شد. سپس در سال ۲۰۰۹ گروه خودروسازی آمریکایی کرایسلر نیز در آستانه ورشکستگی به مارکیونه واگذار گردید. با حمایت مالی دولت فدرال ایالات متحده و دولت کانادا، باز هم در کمتر از ۲ سال، نه تنها کرایسلر از ورشکستگی رهایی یافت، بلکه تا پایان ماه مه ۲۰۱۱ کلیه وامهای گرفته شده از دولت‌های کانادا و ایالات متحده را نیز بازپس داد...!
سرجیو مارکیونه در حال حاضر علاوه بر شرکت‌های خودروسازی زیرمجموعه گروه فیات، در چندین شرکت و سازمان معتبر نیز به‌عنوان مدیر ارشد عملیاتی فعالیت می‌کند، که از جمله آن‌ها می‌توان به: ریاست هیئت مدیره شرکت سوئیسی اس‌جی‌اس، عضو هیئت مدیره شرکت فیلیپ موریس و معاون رئیس هیئت مدیره گروه بانکداری سوئیسی یوبی‌اس اشاره نمود.

## نشان تجاری
در دهه ۱۹۸۰ شرکت فیات نشان ابتدایی خود را کنار گذاشت و لوگوی جدید فیات توسط طراح ارشد این شرکت طراحی شد. مایو مایول، طراح ارشد شرکت فیات نشان تجاری جدید فیات را به صورت اتفاقی، به هنگام آزمودن یکی از مدل‌های خودرو این شرکت، طراحی کرد. وی به هنگام آزمایش خودرو از برابر یکی از تابلوهای نئون تبلیغاتی فیات عبور کرد و نور این نئون که در سیاهی آسمان معوج به نظر می‌رسید، توجه وی را جلب کرد و به این طریق نشان چندساله فیات توسط وی طراحی شد.

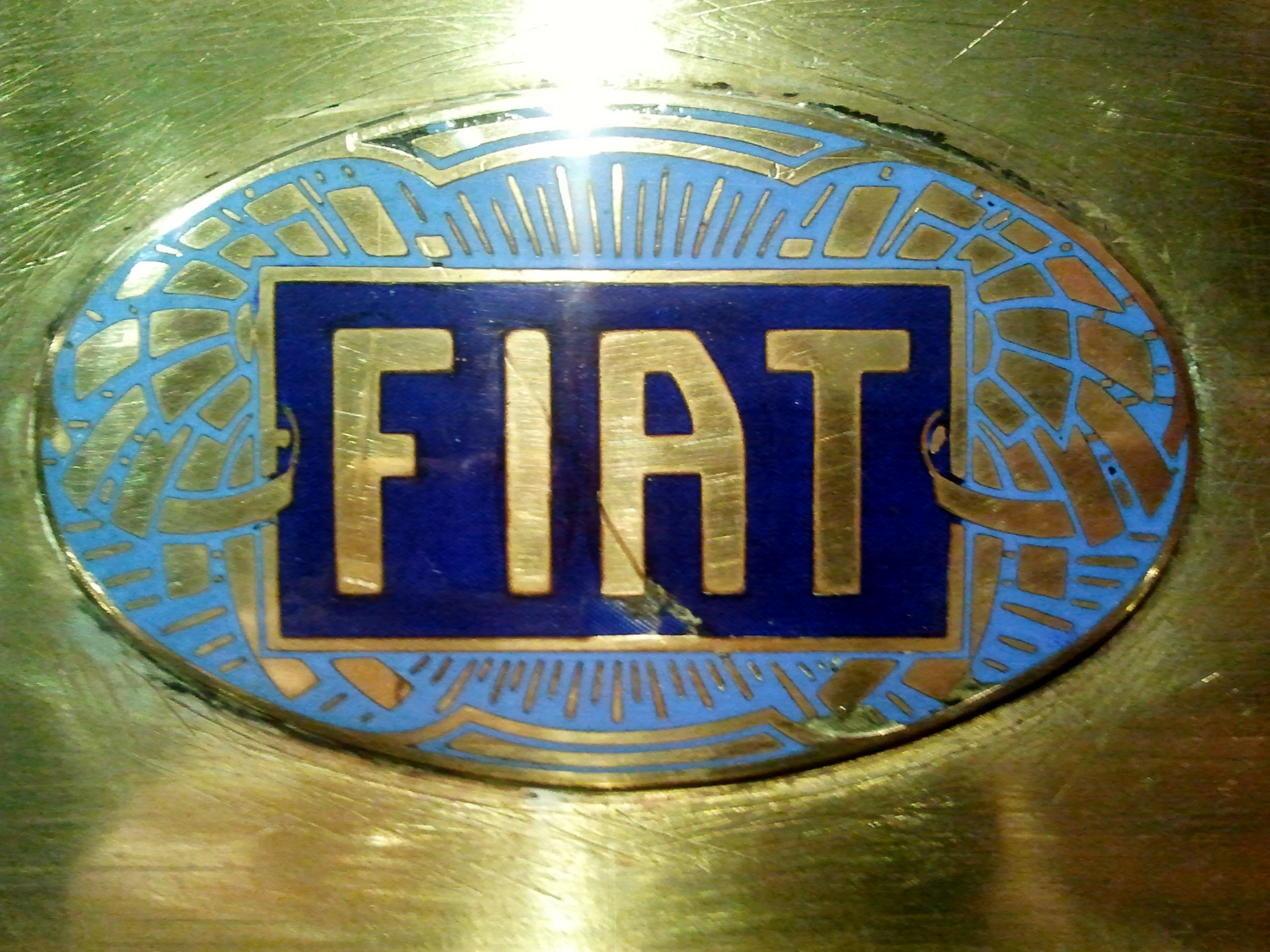
لوگوی ۱۹۰۴
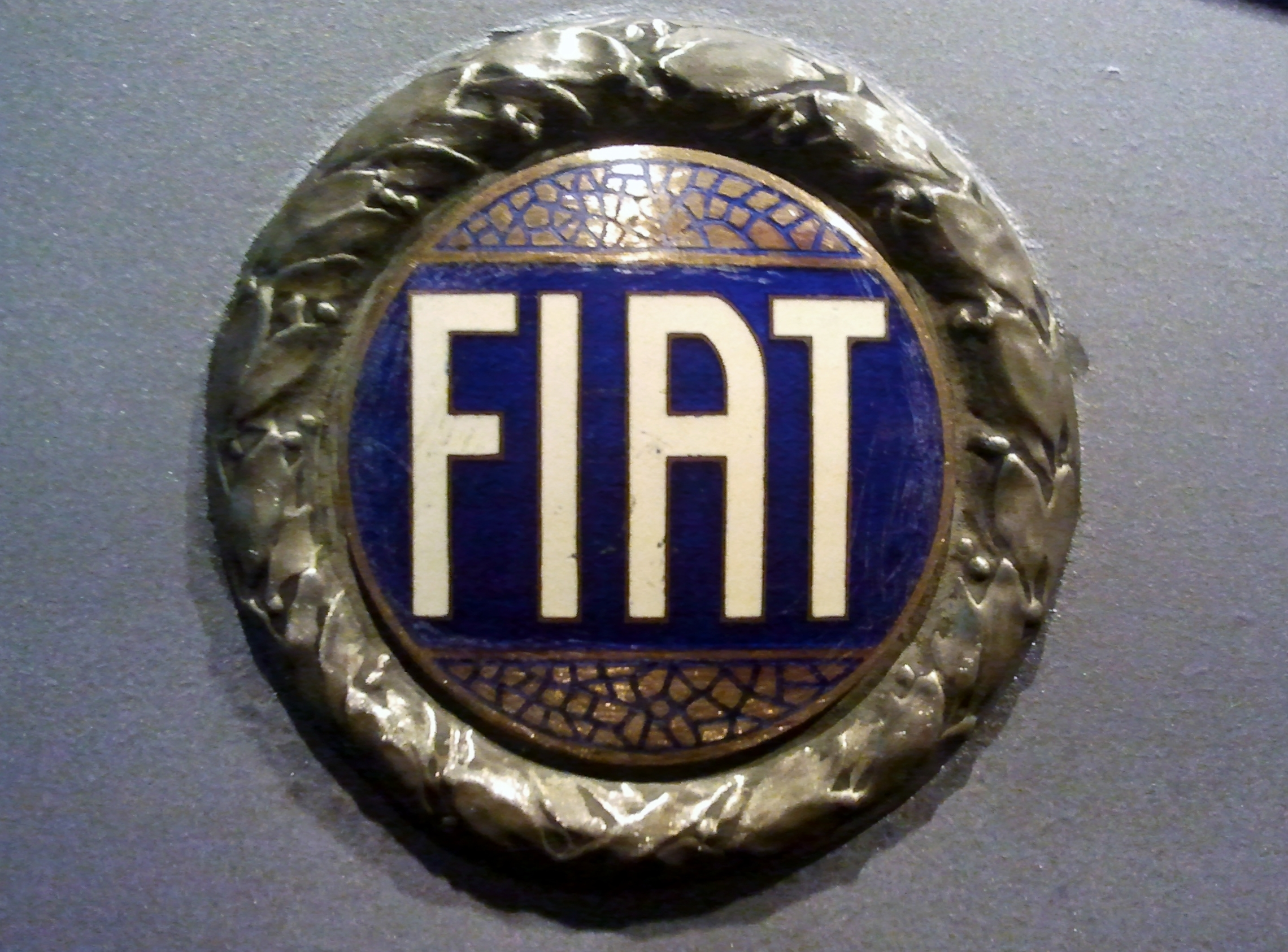
لوگوی ۱۹۲۵
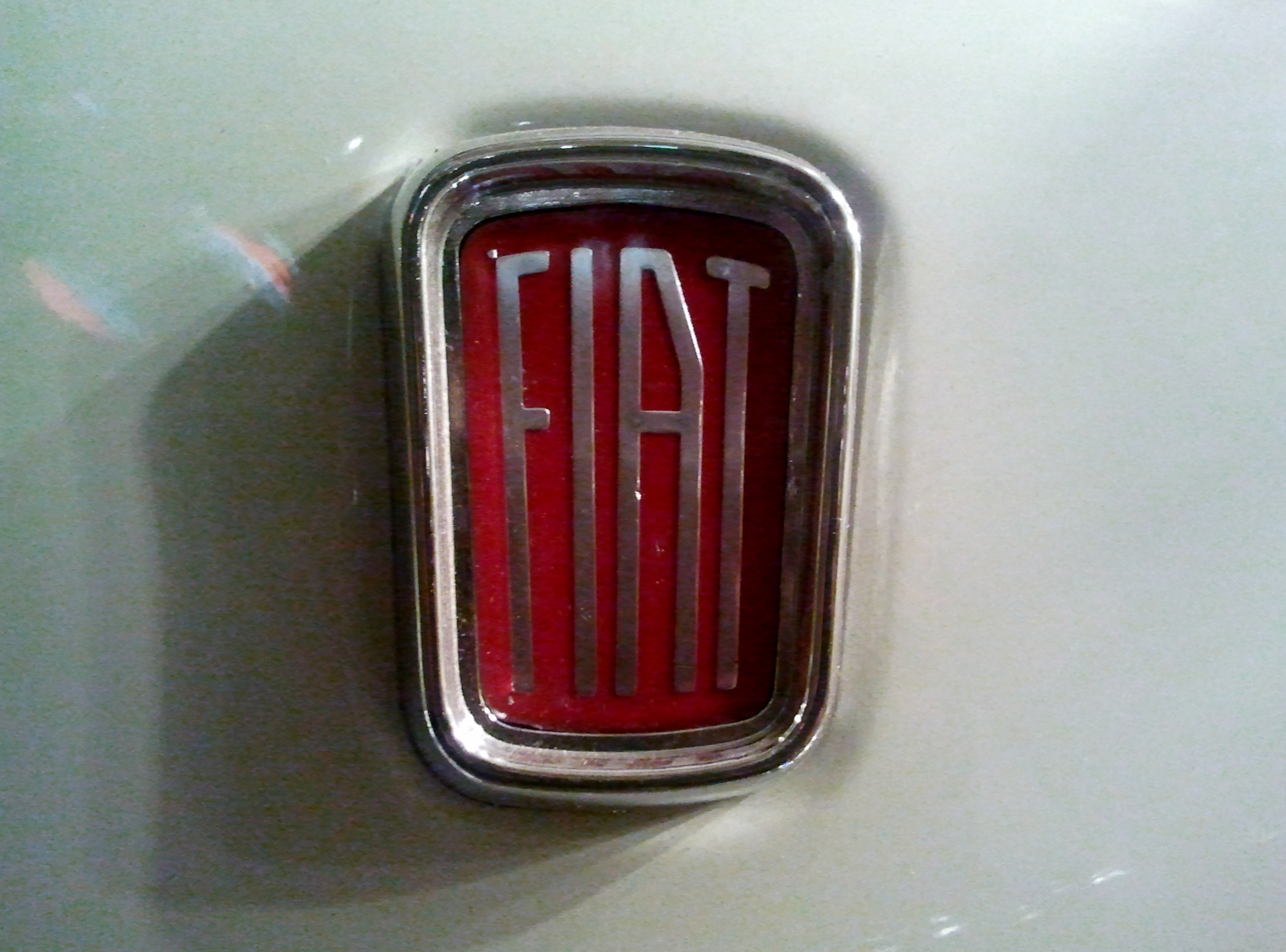
لوگوی ۱۹۳۰-۱۹۷۲
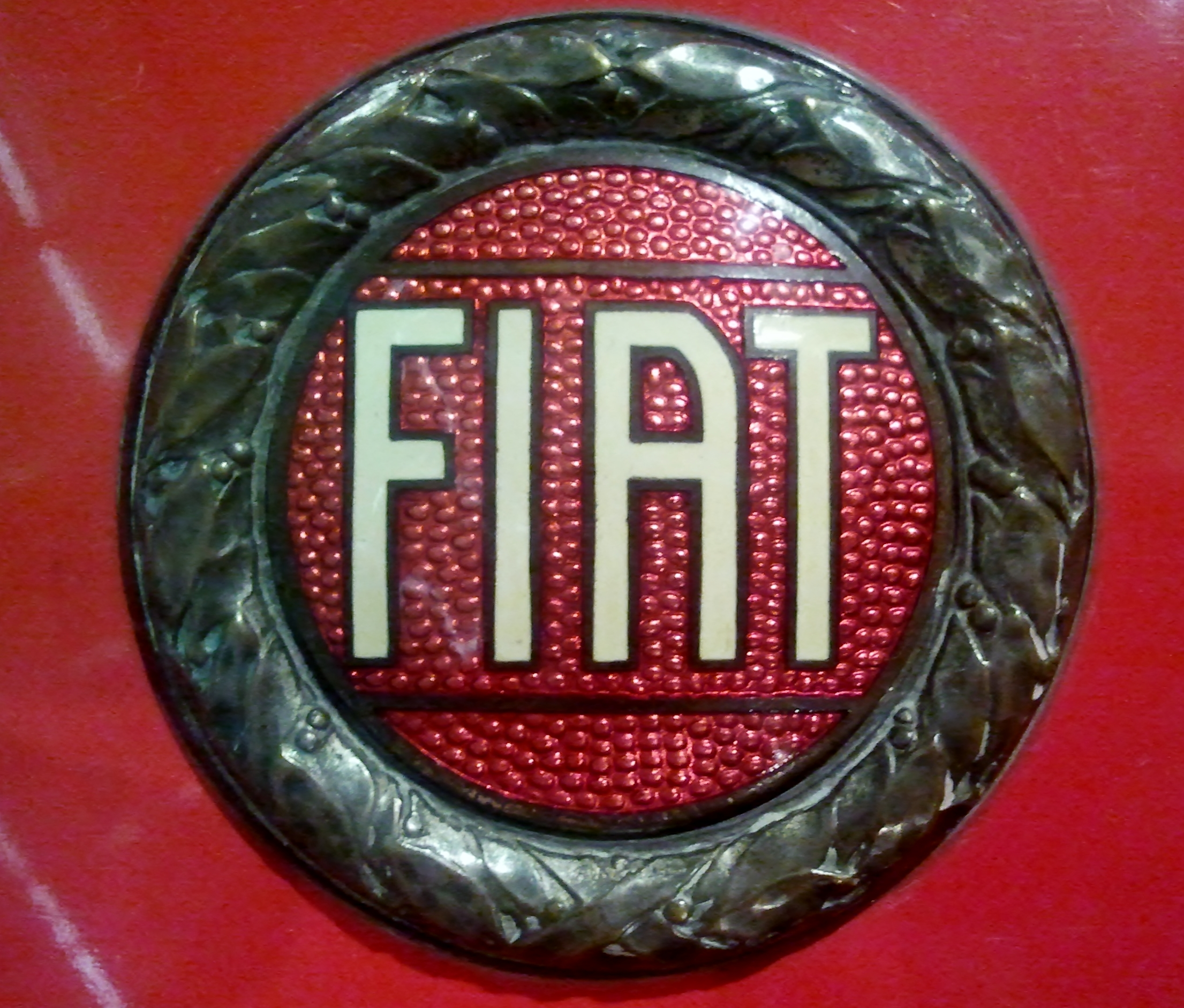
لوگوی مدل‌های اسپورت ۱۹۶۵–۱۹۸۵
لوگوی ۱۹۶۸-۱۹۹۹
لوگوی ۱۹۹۹–۲۰۰۷
لوگوی بعد از سال ۲۰۰۷ فیات اتومبیلز
لوگوی کنونی گروه فیات